# Jarosław Sawicki
Jarosław Sawicki (ur. 24 marca 1966 w Drezdenku) – polski nadinspektor Policji.

## Życiorys
Jest absolwentem Wyższej Szkoły Pedagogicznej w Zielonej Górze oraz Wyższej Szkoły Policji w Szczytnie. Przez wiele lat pełnił służbę w Gorzowie Wielkopolskim, był między innymi zastępcą komendanta miejskiego oraz komendantem miejskim Policji w Gorzowie Wielkopolskim.  Od 2010 był zastępcą komendanta wojewódzkiego Policji w Gorzowie Wielkopolskim. W 2013 został powołany na stanowisko komendanta wojewódzkiego Policji w Szczecinie. 23 lipca 2015 podczas uroczystości związanych ze Świętem Policji odebrał akt mianowania na stopień nadinspektora Policji z rąk prezydenta RP Bronisława Komorowskiego.
W trakcie służby otrzymał między innymi:
- Srebrny i brązowy Krzyż Zasługi
- Srebrny Medal „Za zasługi dla obronności kraju”
- Srebrną i brązową Odznaka „Zasłużony Policjant”
- Srebrny Medal „Opiekun Miejsc Pamięci Narodowej”